# 奥托·施蓬海默
奥托·施蓬海默（1886年12月19日 - 1961年3月14日）是第二次世界大战期间德意志國防軍將領（步兵上将），他指挥过包括第21步兵師、第28军在內的多个军团。他还曾獲頒騎士鐵十字勳章。